# Андриевские
Андриевские (Андріевскіе) — русский дворянский род малороссийского происхождения.
Потомство Андрея Андриевского, войскового товарища (XVIII в.) и сына его Антона.
Никита Антонович Андриевский служил в Коропской войсковой канцелярии с 1766 г. и произведён в войсковые товарищи в 1779 г. По чину этому его род признан Правительствующим Сенатом в дворянстве со внесением во вторую часть дворянской родословной книги Черниговской губернии.

## Описание герба
В красном поле серебряный пятиконечный крест. Щит увенчан дворянскими шлемом и короной.
Нашлемник: вооружённая мечом рука. Намёт на щите красный, подложенный серебром.